# コモアしおつ
コモアしおつは、山梨県上野原市にあるニュータウン。現行行政地名はコモアしおつ1丁目からコモアしおつ4丁目。郵便番号は409-0126。

## 概要
バブル景気による地価高騰のなか、手頃な価格で一戸建てを求めるニーズに応えるべく、1987年に積水ハウスが四方津駅北側を造成し、1991年より戸建販売、宅地販売を開始した。80万平方メートルの敷地内には住宅地や公園のほか、小学校、スーパーマーケット、医院、美容室などがある。また最寄駅である四方津駅とは「コモア・ブリッジ」というガラスのドームに包まれた斜行エレベーターとエスカレーターで結ばれている。またこれとは別に駅からコモアしおつ頂上を結ぶ車道があり、トンネルで結ばれている。
山の上に広がる街並みは、南米ペルーの空中都市マチュピチュになぞらえて「山梨のマチュピチュ」と言われる。

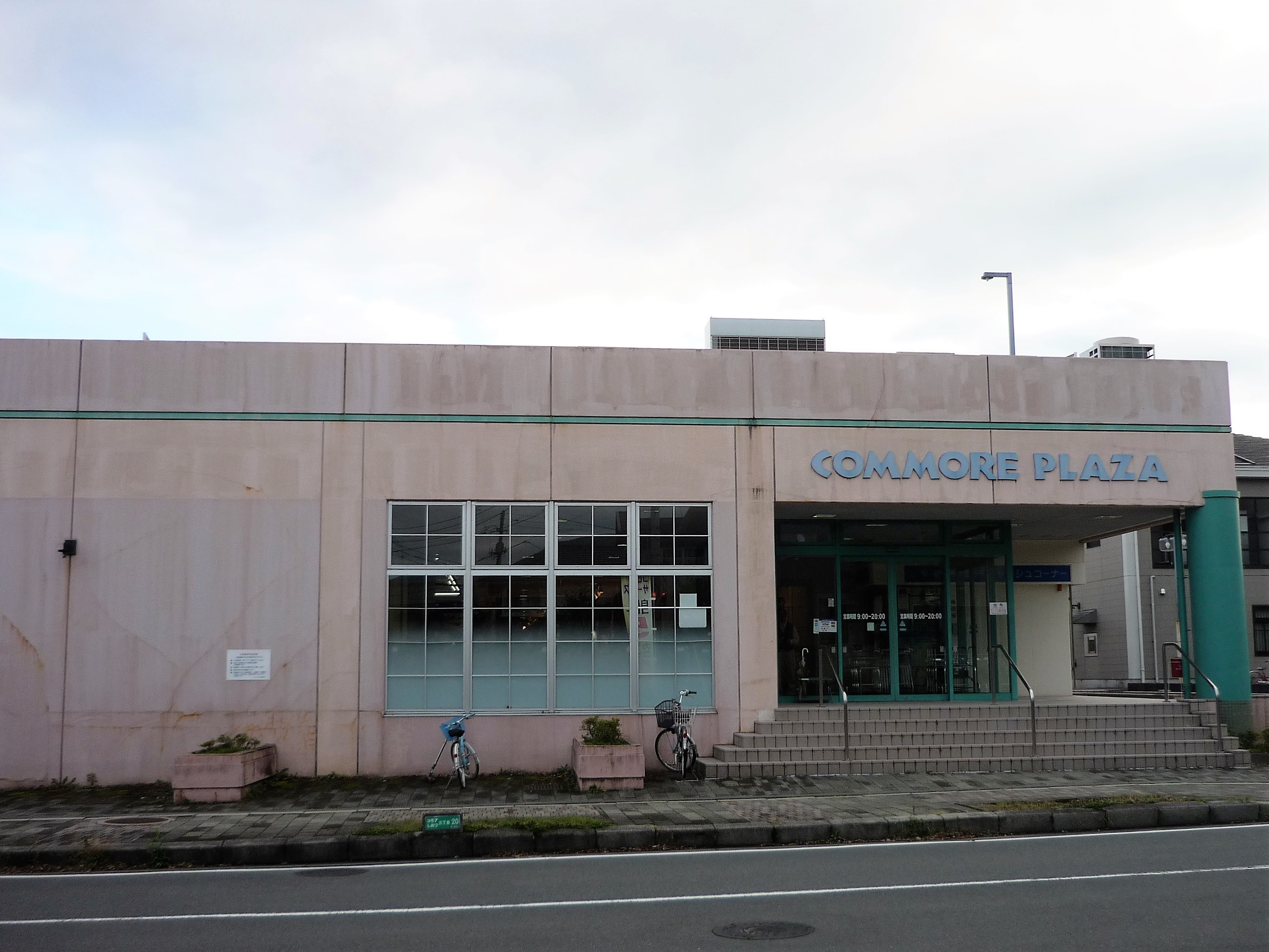
商業施設「コモアプラザ」
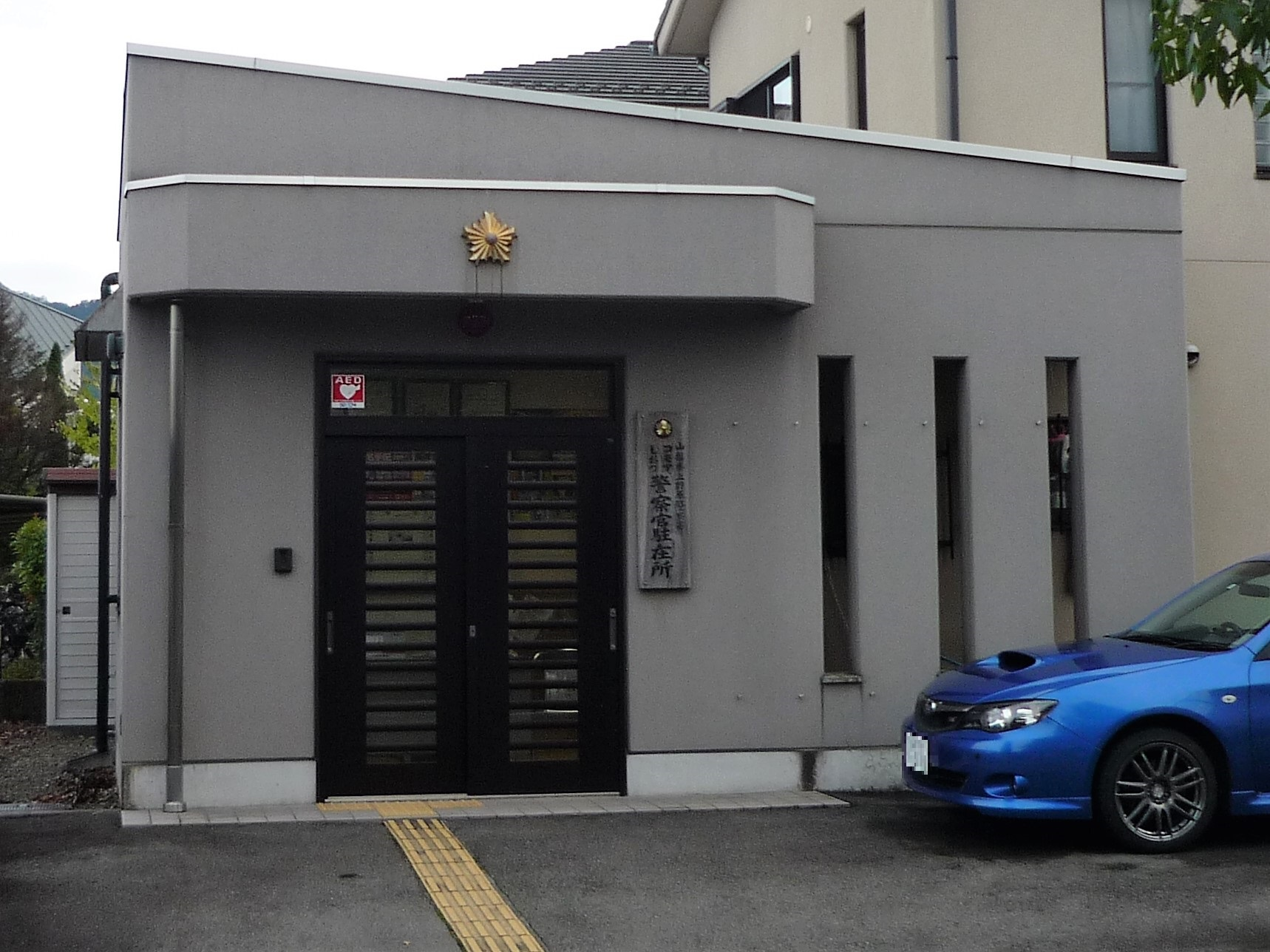
上野原警察署コモアしおつ駐在所

## 世帯数と人口
2015年（平成27年）10月1日現在の世帯数と人口は以下の通りである。
| 丁目              | 世帯数    | 人口    |
| ----------------- | --------- | ------- |
| コモアしおつ1丁目 | 345世帯   | 950人   |
| コモアしおつ2丁目 | 271世帯   | 713人   |
| コモアしおつ3丁目 | 308世帯   | 892人   |
| コモアしおつ4丁目 | 315世帯   | 1,031人 |
| 計                | 1,239世帯 | 3,586人 |

## アクセス
- 四方津駅から「コモア・ブリッジ」で斜行エレベーター4分、エスカレーター8分。

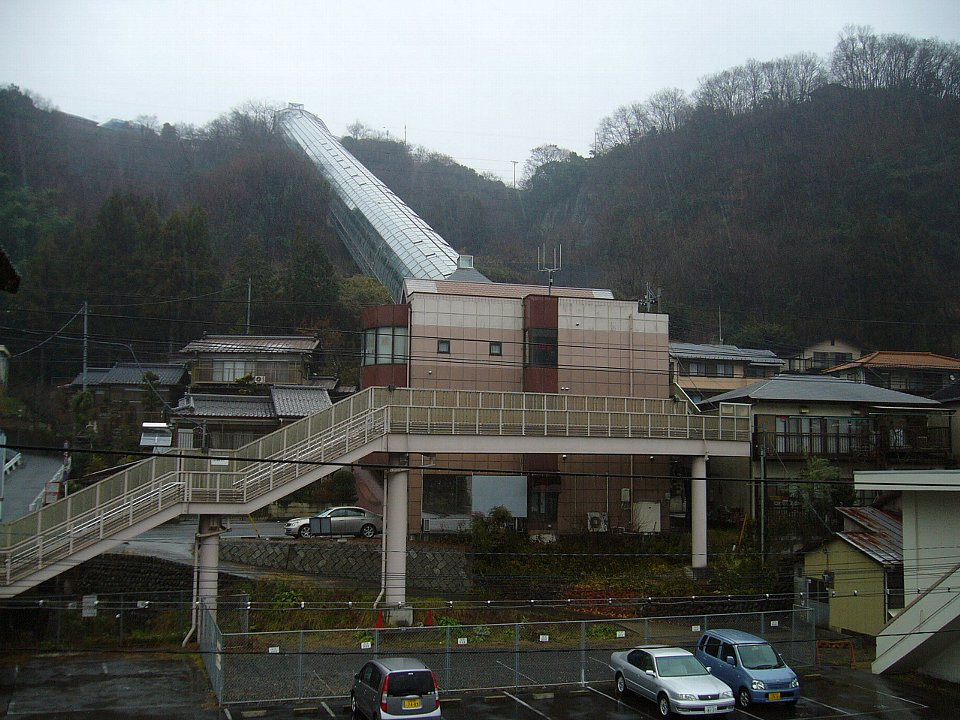
四方津駅からコモアしおつへと伸びるコモア・ブリッジ
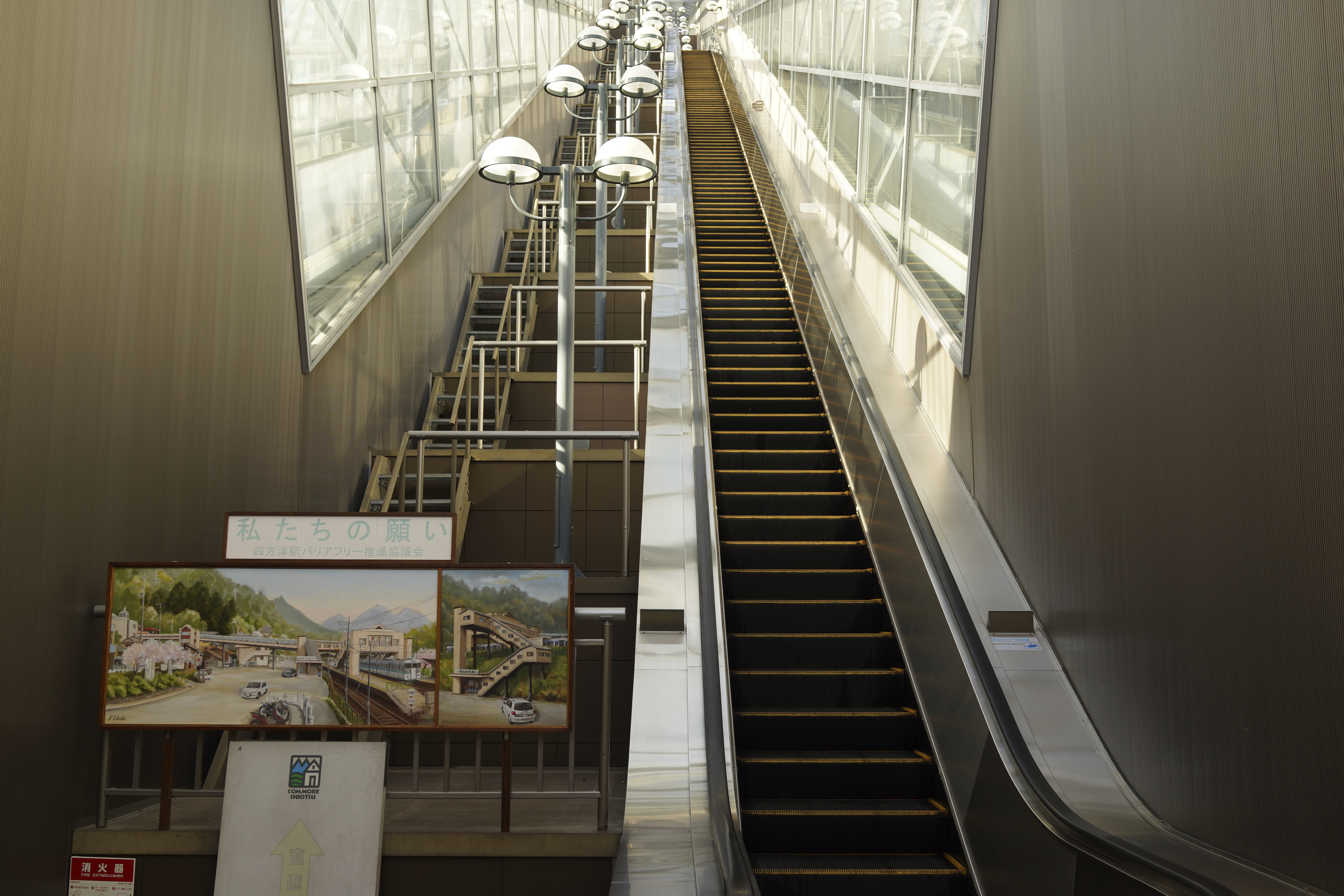
コモア・ブリッジ内部
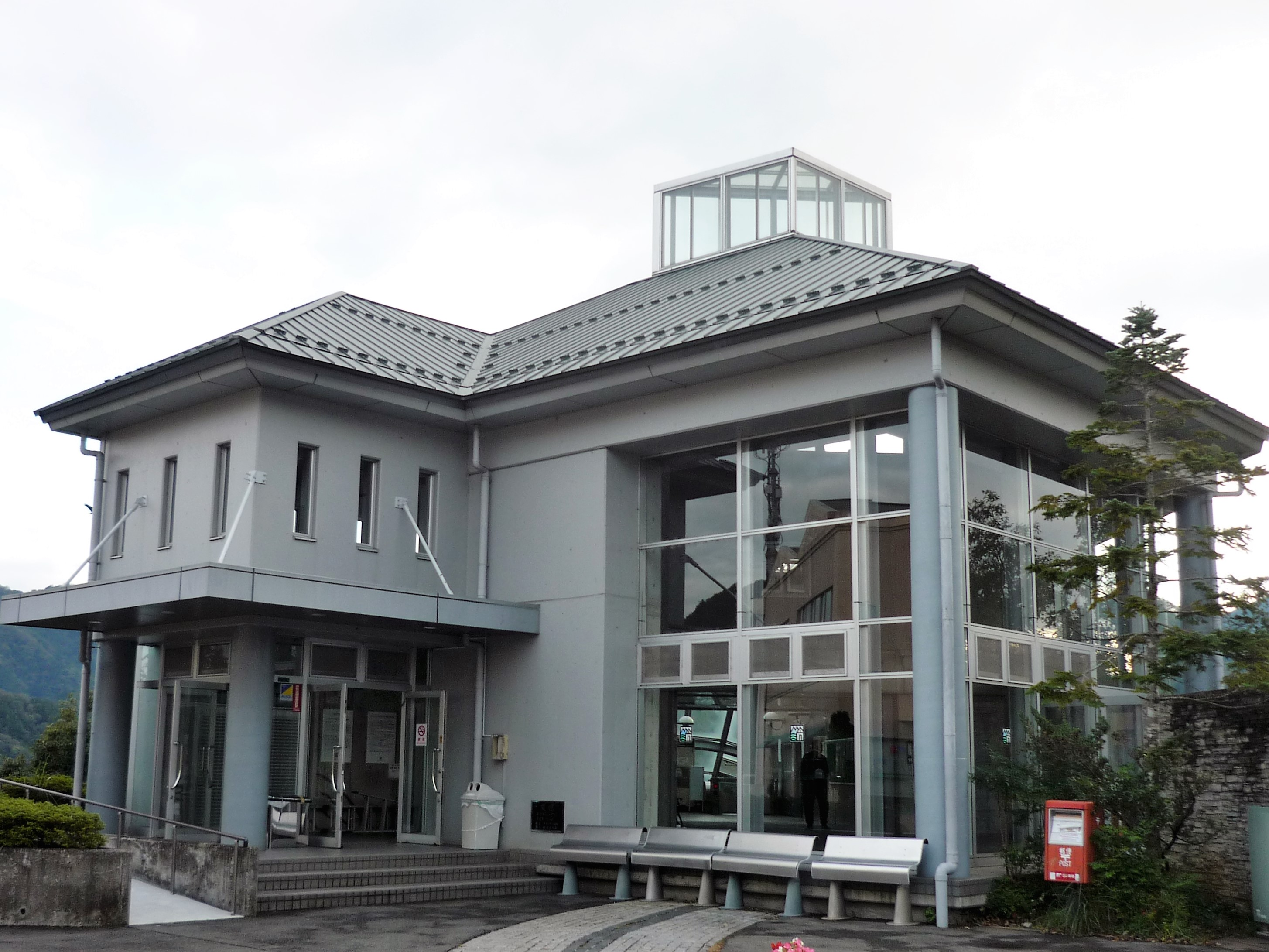
コモアしおつ側のコモア・ブリッジのりば
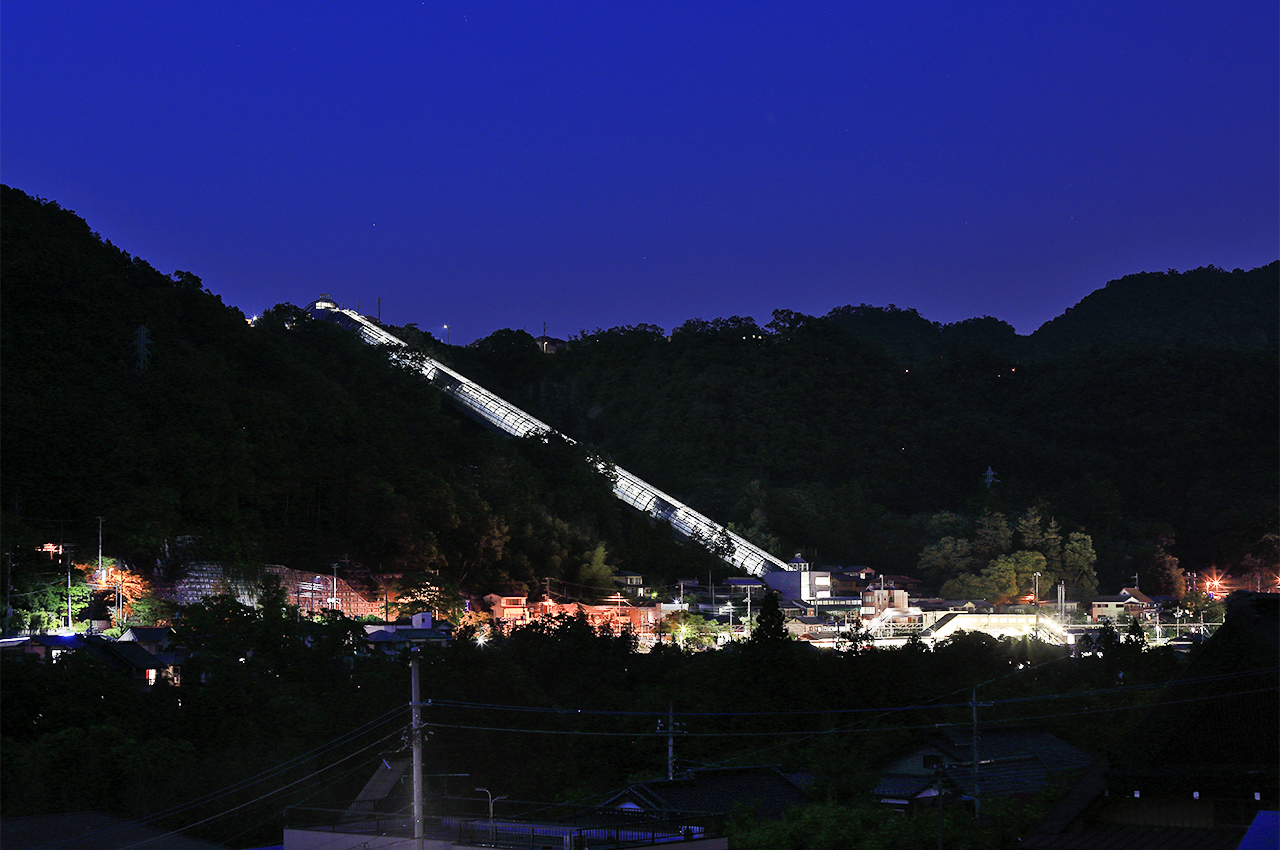
夜のコモア・ブリッジと四方津駅

## 掲載漫画
漫画家の松山せいじは、鉄道漫画『鉄娘な3姉妹』（小学館）、『小さな鉄のメロディ』（辰巳出版『COMIC鉄っちゃん』にて読み切り掲載）、『ギャル鉄』（秋田書店）で、「コモア・ブリッジ」を紹介している。